# HMS Parrsboro (J117)
Le HMS Parrsboro (pennant number J117)  est un dragueur de mines de la Classe Bangor lancé pour la Royal Navy (RN) et qui a servi pendant la Seconde Guerre mondiale.

## Conception
Le Parrsboro est commandé dans le cadre du programme de la classe Bangor de 1940-41 le 28 novembre 1940 pour le chantier naval de Dufferin Shipbuilding Company à Toronto dans la province d'Ontario au Canada. La pose de la quille est effectuée le 19 mars 1941, le Parrsboro est lancé le 26 juin 1941 et mis en service le 27 mai 1942.
La classe Bangor doit initialement être un modèle réduit de dragueur de mines de la classe Halcyon au service de la Royal Navy,. La propulsion de ces navires est assurée par 3 types de motorisation: moteur diesel, moteur à vapeur à pistons double ou triple expansions et turbine à vapeur. Cependant, en raison de la difficulté à se procurer des moteurs diesel, la version diesel a été réalisée en petit nombre.
Les dragueurs de mines de classe Bangor version anglaise à moteur alternatif à vapeur déplacent 684 tonnes en charge normale. Afin de pouvoir loger les chaufferies, ce navire possède des dimensions plus grandes que les premières versions à moteur diesel avec une longueur totale de 58 mètres LHT, une largeur de 8,69 mètres et un tirant d'eau de 3,2 mètres. Ce navire est propulsé par 2 moteurs alternatifs verticaux à triple expansions alimentés par 2 chaudières à tubes d'eau à 3 tambours Admiralty et entraînant deux arbres d'hélices. Les moteurs développent une puissance de 2 400 chevaux-vapeur (1 790 kW) et atteignent une vitesse maximale de 16 nœuds (30 km/h). Le dragueur de mines peut transporter un maximum de 163 tonnes de fioul qui lui donne un rayon d'action de 2 800 milles nautiques (5 200 kilomètres) à 10 nœuds (19 km/h).
Leur manque de taille donne aux navires de cette classe de faibles capacités de manœuvre en mer, qui seraient même pires que celles des corvettes de la classe Flower. Les versions à moteur diesel sont considérées comme ayant de moins bonnes caractéristiques de maniabilité que les variantes à moteur alternatif à faible vitesse. Leur faible tirant d'eau les rend instables et leurs coques courtes ont tendance à enfourner la proue lorsqu'ils sont utilisés en mer de face.
Les navires de la classe Bangor sont également considérés comme exiguës pour les membres d'équipage, entassant plus de 60 officiers et matelots dans un navire initialement prévu pour un total de 40 hommes.
Les Bangors équipés de moteur à vapeur à pistons double ou triple expansions sont armés d'un canon anti-aérien QF de 12 livres (7,62 cm) et d'un canon AA QF de 2 livres (4 cm) ou d'un quadruple affût pour la mitrailleuse Vickers .50. Sur certains navires, le canon de 2 livres est remplacé par un canon AA Oerlikon de 20 mm simple ou double, tandis que la plupart des navires sont équipés de quatre affûts Oerlikon simples supplémentaires au cours de la guerre. Pour les missions d'escortes, leur équipement de dragage de mines peuvent être échangé contre une quarantaine de grenades sous-marines.

## Histoire

### Seconde Guerre mondiale
Le 5 août 1942, le Parrsboro participe à des exercices de lutte anti-sous-marine au large de Lough Foyle sous la conduite du sous-marin britannique de classe H HMS H32, avec son sister-ship HMS Wedgeport (J139), le destroyer HMS Watchman (D26) et la corvette HMS Anemone.
Le 6 janvier 1943, le sous-marin hollandais de classe O 9 HrMs O 10 (P10) quitte Dundee pour Rothesay. Il est escorté par le chalutier armé HMS Loch Monteith (FY135) jusqu'au point 1135/7, point auquel le chalutier armé HMS Leicester City (FY223) prend la relève de l'escorte jusqu'au point 0921/8, point auquel le Parrsboro prend la relève.
Le 31 mars 1943, le Parrsboro participe à des exercices de lutte anti-sous-marine au large de Lough Foyle sous la conduite du sous-marin britannique de classe H HMS H33, avec son sister-ship Wedgeport et les corvettes HMS Balsam (K72) et HMS Coltsfoot (K140).

### Après-guerre
Le Parrsboro est vendu le 1er janvier 1948.

### Participation auxconvois
Le Parrsboro a navigué avec les convois suivants au cours de sa carrière:
1. Convoi GUS 10
2. Convoi KMS 12G
3. Convoi KMS 14
4. Convoi KMS 14G
5. Convoi KMS 20G
6. Convoi MKF 20
7. Convoi MKS 11
8. Convoi MKS 13G
9. Convoi MKS 20
10. Convoi ON 289
11. Convoi OS/KMS 47KM
12. Convoi PW 234
13. Convoi SL/MKS 129MK
14. Convoi TBC 102
15. Convoi TBC 112
16. Convoi UGS 8

### Commandement
- T/A/Lieutenant Commander (T/A/Lt.Cdr.) Charles Casamaijor Loftus Gaussen (RNVR) de mars 1942 au 16 février 1943
- T/A/Lieutenant Commander (T/A/Lt.Cdr.) John Giles Raven (RNVR) du 16 février 1943 au 8 mai 1945
- T/A/Lieutenant Commander (T/A/Lt.Cdr.) Harold Hagen Dell (RNVR) du 8 mai 1945 au 8 octobre 1945
- T/A/Lieutenant Commander (T/A/Lt.Cdr.) Stephen Crichton Dickinson (RNVR) du 8 octobre 1945 au 6 février 1946

Notes:
RNVR: Royal Naval Volunteer Reserve